# Helictosperma
Helictosperma é um género de plantas com flores pertencentes à família Rubiaceae.
A sua área de distribuição nativa é Madagáscar.
Espécies:
- Helictosperma malacophyllum (Drake) De Block
- Helictosperma poissonianum Homolle ex De Block